# Essonne
Essonne (IPA: [ɛˈsɔn]) Franciaország egyik megyéje Île-de-France régió déli részén.

## Elhelyezkedése
Franciaország középső részén, Île-de-France régiójában található megyét keletről Seine-et-Marne, délről Loiret és Eure-et-Loir, nyugatról Yvelines, északról pedig Hauts-de-Seine és Val-de-Marne megyék határolják.

## Települések
A megye legnagyobb települései és lakosságuk száma 2010-ben:
| Település                 | Népesség |
| ------------------------- | -------- |
| Évry                      | 52 135   |
| Corbeil-Essonnes          | 43 086   |
| Massy                     | 42 258   |
| Savigny-sur-Orge          | 36 842   |
| Sainte-Geneviève-des-Bois | 34 195   |
| Viry-Châtillon            | 32 045   |
| Athis-Mons                | 30 393   |
| Palaiseau                 | 30 285   |
| Yerres                    | 29 050   |
| Draveil                   | 28 491   |
| Ris-Orangis               | 27 463   |
| Grigny                    | 26 638   |
| Vigneux-sur-Seine         | 27 331   |
| Brunoy                    | 25 377   |
| Les Ulis                  | 24 792   |

## Galéria

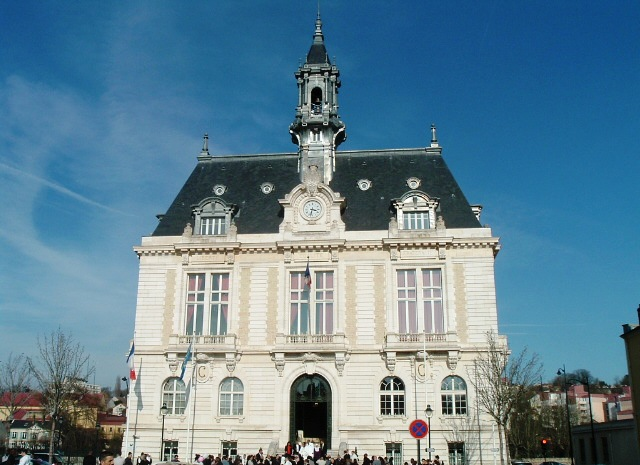
Corbeil-Essonnes
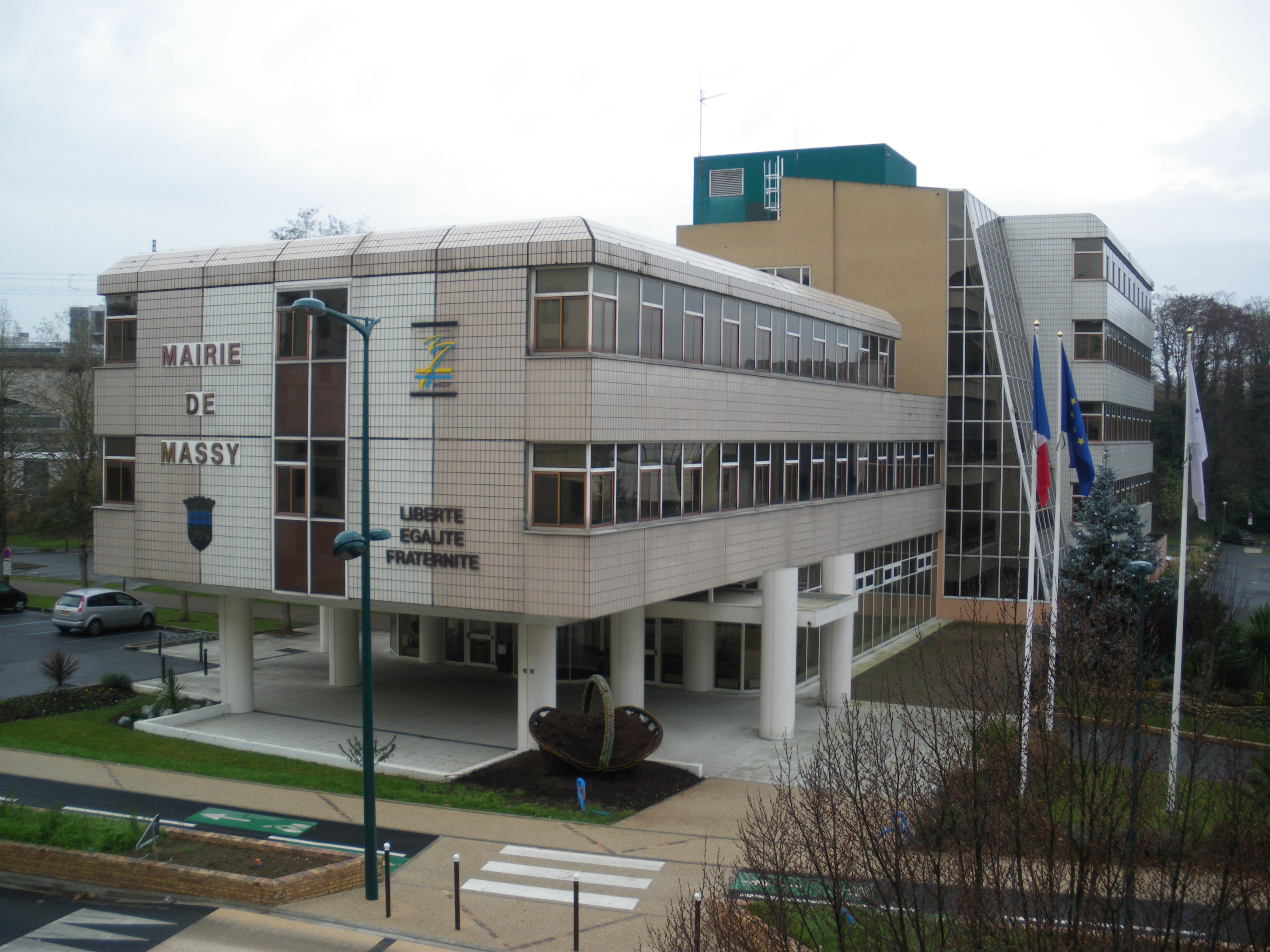
Massy
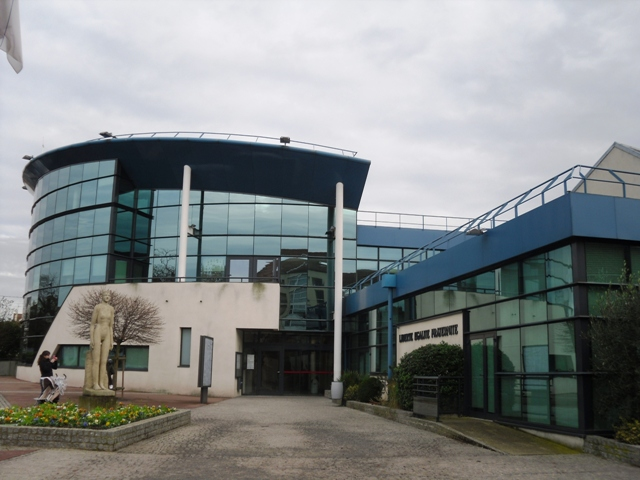
Savigny-sur-Orge